# Absolute (Foxes)
Absolute è un singolo della cantante britannica Foxes, pubblicato il 7 gennaio 2022 come quarto estratto dal terzo album in studio The Kick.

## Descrizione
Settima traccia del disco, Foxes ha spiegato che il brano è di carattere positivo e tratta l'«essere nel mezzo di una di quelle notti, quando tutto intorno a te sembra perfettamente allineato. Le persone, il suono e la libertà di essere esattamente quello che sei».

## Tracce
1. Absolute – 3:10